# 현풍 분기점
현풍 분기점(玄風分岐點, Hyeonpung Junction, 현풍JC)은 대구광역시 달성군 현풍읍 지리와 대리에 걸쳐 설치된 중부내륙고속도로와 중부내륙고속도로지선이 만나는 분기점이자 중부내륙고속도로지선의 기점이다. 요금소를 거쳐 일반도로와도 연결된다. 이중 트럼펫형에 직결형 구조를 덧붙인 복합형 구조이다.

## 역사
1977년 12월 16일에 대구마산고속도로 내서 ~ 팔달교 구간이 개통되면서 대구광역시 달성군 현풍읍 성하리에 현풍휴게소와 함께 트럼펫형 나들목으로 개통되었으며, 1995년 11월 7일 구마고속도로 창녕 ~ 옥포 구간의 왕복 4차로 확장 개통에 따라 현 위치인 대구광역시 달성군 현풍면 지리·대리로 이설되었고, 교차로 형태도 이중 트럼펫형으로 변경되었다. 2007년 11월 30일에 중부내륙고속도로 현풍 분기점 ~ 김천 분기점 구간이 개통되면서 나들목 겸용 분기점으로 전환되었다.
- 1977년 12월 16일: 구마고속도로 내서 ~ 팔달교 구간 개통에 따라 현풍휴게소와 함께 현풍 나들목으로 영업 개시
- 1995년 11월 7일: 구마고속도로 창녕 ~ 옥포 구간 왕복 4차로 확장 개통에 따른 나들목 이설
- 2007년 6월 21일: 달성군 도시계획시설 교통광장에 현풍면 지리, 대리 일원을 현풍 분기점으로 고시[2]
- 2007년 11월 30일: 중부내륙고속도로 현풍 ~ 김천 구간 개통과 함께 분기점으로 전환됨.[3]

## 구조물 정보
중부내륙고속도로 창원 방향에서 중부내륙고속도로지선 금호 방향으로의 진출과 중부내륙고속도로지선 현풍 방향에서 중부내륙고속도로 양평 방향으로의 진출은 불가능하다. 또한, 국가산단북로를 거쳐 인근의 교차로에서 국도 제5호선(비슬로)와 연결된다.
- 위치: 대구광역시 달성군 현풍읍 지리, 대리
- 영업소: 대구광역시 달성군 현풍읍 중부내륙지선고속도로 2

## 접속하는 노선・도로

### 창원・양평방면
- 중부내륙고속도로 (8번)

### 금호방면
- 중부내륙고속도로지선 (1번)

### 현풍방면
- 국가산단북로

## 교통량 정보
| 요금소        | 통행량 (대/일) | 통행량 (대/일) | 통행량 (대/일) | 통행량 (대/일) | 통행량 (대/일) | 통행량 (대/일) | 통행량 (대/일) | 통행량 (대/일) | 통행량 (대/일) | 통행량 (대/일) | 각주  |
| 요금소        | 2001년         | 2002년         | 2003년         | 2004년         | 2005년         | 2006년         | 2007년         | 2008년         | 2009년         | 2010년         | 각주  |
| ------------- | -------------- | -------------- | -------------- | -------------- | -------------- | -------------- | -------------- | -------------- | -------------- | -------------- | ----- |
| 현풍 (폐쇄식) | 4,893          | 5,191          | 5,500          | 5,587          | 5,557          | 5,296          | 5,704          | 5,706          | 6,088          | 7,114          | [ 4 ] |
| 요금소        | 2011년         | 2012년         | 2013년         | 2014년         | 2015년         | 2016년         | 2017년         | 2018년         | 2019년         |                | [ 4 ] |
| 현풍 (폐쇄식) | 8,095          | 8,304          | 9,343          | 10,009         | 9,064          | 9,770          | 10,687         | 10,994         | 11,044         |                | [ 4 ] |

## 같이 보기
- 현풍휴게소
- 북현풍 나들목